# 圓藤寿穂
圓藤 寿穂（えんどう としお、1943年（昭和18年）5月28日 - ）は、日本の運輸官僚。政治家。元徳島県知事。
東京大学法学部卒業。徳島県板野町出身。父は香川大学名誉教授の圓藤眞一。

## 経歴
徳島県板野郡板野町出身。香川大学名誉教授である圓藤眞一の長男として生まれる。
東京大学法学部を卒業し運輸官僚になる。その後、1993年9月26日に自民党、社会党、公明党など7党推薦の無所属で徳島県知事に当選した。10月5日に、知事に就任した。
しかし、2002年3月4日に業際研事件に絡み、収賄容疑で逮捕される。同年3月15日に知事を辞職した。同年11月15日、懲役3年執行猶予4年追徴金800万円の有罪判決が確定した。